# Komeronsaari
Komeronsaari är en ö i Finland. Den ligger i sjön Houhajärvi och i kommunen Sastamala i den ekonomiska regionen  Sydvästra Birkaland och landskapet Birkaland, i den sydvästra delen av landet, 160 km nordväst om huvudstaden Helsingfors. Öns area är 1,3 hektar och dess största längd är 170 meter i nord-sydlig riktning.